# Charles N’Tchoréré
Charles N’Tchoréré (* 15. November 1896 in Libreville; † 7. Juni 1940 in Airaines) war ein aus Äquatorialafrika (heute Gabun) stammender Hauptmann der französischen Armee. Er wurde am 7. Juni 1940 – nachdem er in Gefangenschaft geraten war – von der deutschen Wehrmacht in Airaines erschossen. Die militärische Karriere und der tragische Tod N’Tchorérés wurde zum Symbol des Engagements und des Mutes der 80.000 afrikanisch-französischen Soldaten, die für Frankreich gekämpft haben. Seiner wird in verschiedener Weise gedacht.

## Militärdienst und Tod
N’Tchoréré diente bereits im Ersten Weltkrieg als französischer Soldat bei den Tirailleurs sénégalais und wurde zum Sergent ernannt. Im Juni 1940 diente er als Hauptmann in der 5. Kompanie des 1. Bataillons, 53. Infanterie-Regiment (53 RICMS) in der französischen Armee an der Somme. Nach langem Gefecht wurde er zusammen mit seiner Kompanie gefangen genommen. Er wurde von den Wehrmachtsoffizieren aufgrund seiner Hautfarbe als „Untermensch“ bezeichnet, von den anderen französischen Offizieren getrennt und von Wehrmachtsoldaten der 7. Panzer-Division – welche dem Kommando von Erwin Rommel unterstand – in den Hinterkopf geschossen. Sein Körper wurde anschließend unter den Ketten eines Panzers zermahlen.

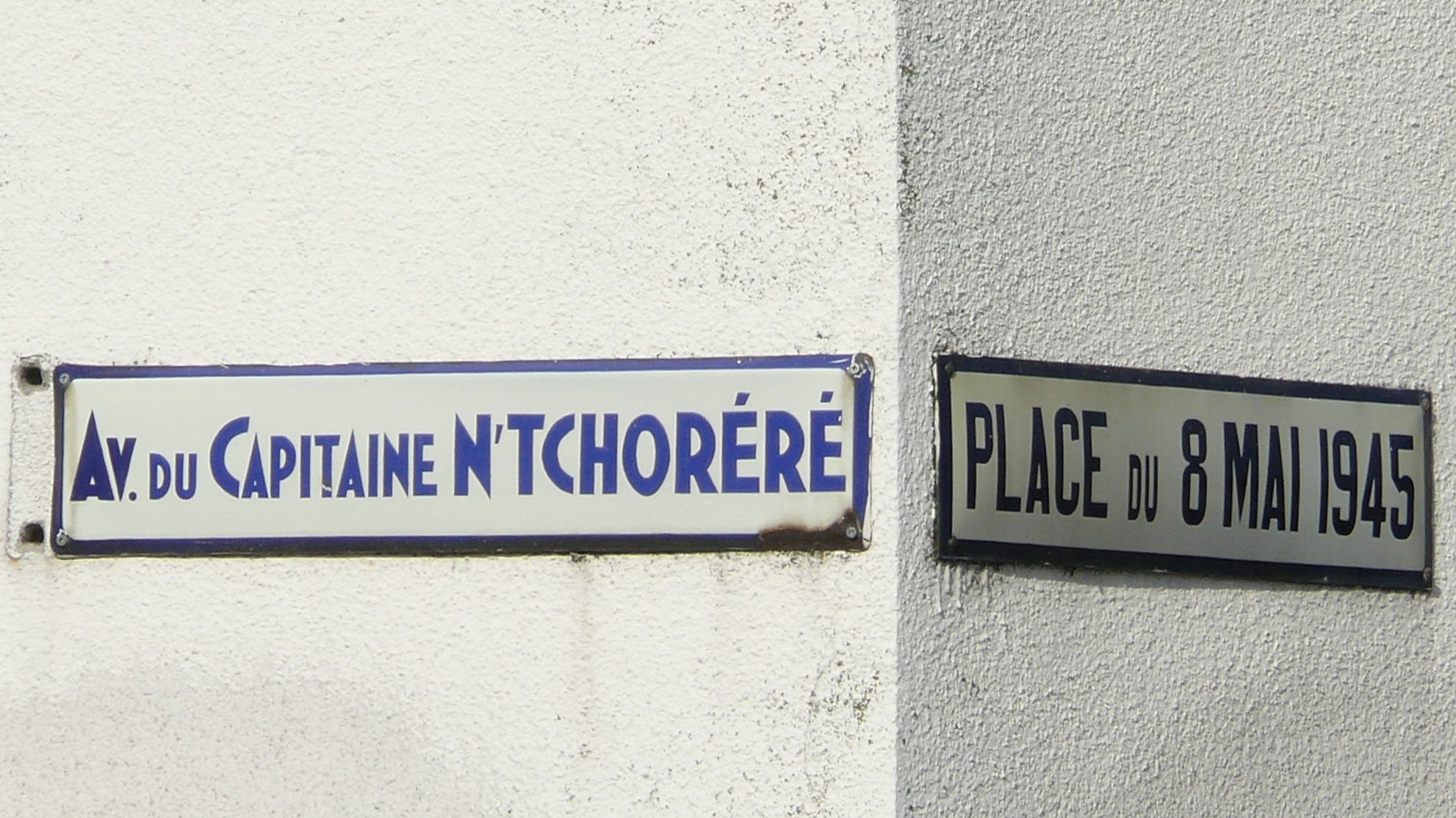
Avenue N’Tchoréré

## Gedenken
Die Karriere und der tragische Tod von Hauptmann Charles N’Tchoréré wurde zum Symbol des Engagements und des Mutes der 80.000 afrikanisch-französischen Soldaten, die für Frankreich gekämpft haben. Ein Denkmal für N’Tchoréré wurde in Airaines errichtet. Eine Straße der Stadt wurde umbenannt in „Avenue N’Tchoréré“.
Im Jahre 1962 wurde ihm in Gabun eine Briefmarke gewidmet und die Militärakademie von Saint-Louis in Senegal trägt heute seinen Namen.

## Verfilmungen
- Juin 1940: le grand chaos – von Christophe Weber